# Donald Harper
Donald de Wayne Harper (Redwood City, 4 de junio de 1932-Centennial, 30 de noviembre de 2017) fue un deportista estadounidense que compitió en saltos de trampolín y plataforma.
Participó en los Juegos Olímpicos de Melbourne 1956, obteniendo una medalla de plata en la prueba de trampolín individual. Ganó una medalla de plata en los Juegos Panamericanos de 1959.

## Palmarés internacional
| Juegos Olímpicos     | Juegos Olímpicos         | Juegos Olímpicos | Juegos Olímpicos |
| Año                  | Lugar                    | Medalla          | Prueba           |
| -------------------- | ------------------------ | ---------------- | ---------------- |
| 1956                 | Melbourne (Australia)    | Medalla de plata | Trampolín 3 m    |
| Juegos Panamericanos |                          |                  |                  |
| Año                  | Lugar                    | Medalla          | Prueba           |
| 1959                 | Chicago (Estados Unidos) | Medalla de plata | Plataforma 10 m  |